# Trevelin
Trevelin is een plaats in het Argentijnse bestuurlijke gebied Futaleufú in de provincie Chubut. De plaats telt 4.856 inwoners.